# Camassia
Camassia Lindl, és un gènere de plantes perennes i bulboses que pertanyen a la família de les Agavàcies de les monocotiledònies. Anteriorment se la situava dins de la família de les Liliaceae però els estudis de l'ADN han demostrat que pertany a les agavàcies. Comprèn 6 espècies originàries de l'Amèrica boreal.

## Descripció
Són plantes herbàcies, perennes i bulboses, de fulles lineals i en forma de rossetes.
Les flors són actinomorfes o zigomorfes i hermafridites, blaves, purpúries, blanques o groguenques, pedicel·lades, disposades en raïms en l'extremitat d'un llarg escap bracteat. El perigoni està compost de 6 tèpals lliures i estesos. L'androceu està format per 6 estams, inserits a la base dels tèpals. Els filaments són filiformes i les anteres són dorsifixes. L'ovari és súper, trilocular i amb els lòculs pluriovulats. L'estil és filiforme i l'estigma és trífit. El fruit és una càpsula dehiscent.

## Taxonomia
- Camassia angusta
- Camassia cusickii
- Camassia howellii

- Camassia leichtlinii
  - Camassia leichtlinii ssp. leichtlinii
  - Camassia leichtlinii ssp. suksdorfii
- Camassia quamash.
  - Camassia quamash ssp. azurea
  - Camassia quamash ssp. breviflora
  - Camassia quamash ssp. intermedia
  - Camassia quamash ssp. linearis
  - Camassia quamash ssp. máxima
  - Camassia quamash ssp. quamash
  - Camassia quamash ssp. utahensis
  - Camassia quamash ssp. walpolei
- Camassia scilloides